# Frederic Vystavel
Frederic Vystavel (29 de agosto de 1993) é um remador dinamarquês, medalhista olímpico.

## Carreira
Vystavel conquistou a medalha de bronze nos Jogos Olímpicos de Verão de 2020 em Tóquio na prova de dois sem masculino, ao lado de Joachim Sutton, com o tempo de 6:19.88.